# Samoa na Letnich Igrzyskach Olimpijskich 2024
Samoa na Letnich Igrzyskach Olimpijskich 2024 – występ kadry sportowców reprezentujących Samoa na igrzyskach olimpijskich, które odbyły się w Paryżu we Francji, w dniach 26 lipca – 11 sierpnia 2024.
Reprezentacja Samoa liczyła dwadzieścioro czworo zawodników - cztery kobiety i dwudziestu mężczyzn, którzy wystąpili w 9 dyscyplinach.
Był to jedenasty start Samoa na letnich igrzyskach olimpijskich.

## Reprezentanci

### Boks
| Zawodnik               | Konkurencja | 1/16               | 1/8              | Ćwierćfinał      | Półfinał         | Finał            | Finał   | Źródło      |
| Zawodnik               | Konkurencja | Przeciwnik Wynik   | Przeciwnik Wynik | Przeciwnik Wynik | Przeciwnik Wynik | Przeciwnik Wynik | Miejsce | Źródło      |
| ---------------------- | ----------- | ------------------ | ---------------- | ---------------- | ---------------- | ---------------- | ------- | ----------- |
| Ato Plodzicki-Faoagali | -92 kg (m)  | Schelstraete P 0-5 | NQ               | NQ               | NQ               | NQ               | NQ      | [ 1 ] [ 2 ] |

### Judo
| Zawodnik        | Konkurencja | 1/32             | 1/16             | Ćwierćfinał      | Półfinał         | Repasaże         | Finał / 3. miejsce | Finał / 3. miejsce | Źródła |
| Zawodnik        | Konkurencja | Przeciwnik Wynik | Przeciwnik Wynik | Przeciwnik Wynik | Przeciwnik Wynik | Przeciwnik Wynik | Przeciwnik Wynik   | Pozycja            | Źródła |
| --------------- | ----------- | ---------------- | ---------------- | ---------------- | ---------------- | ---------------- | ------------------ | ------------------ | ------ |
| William Tai Tin | -73 kg (m)  | Mlugu P 01-10    | NQ               | NQ               | NQ               | NQ               | NQ                 | NQ                 | [ 3 ]  |

### Kajakarstwo
Kajakarstwo klasyczne
| Zawodnik                        | Konkurencja    | Eliminacje | Eliminacje | Ćwierćfinały | Ćwierćfinały | Półfinały | Półfinały | Finał A/B | Finał A/B | Pozycja | Źródło |
| Zawodnik                        | Konkurencja    | Czas       | Pozycja    | Czas         | Pozycja      | Czas      | Pozycja   | Czas      | Pozycja   | Pozycja | Źródło |
| ------------------------------- | -------------- | ---------- | ---------- | ------------ | ------------ | --------- | --------- | --------- | --------- | ------- | ------ |
| Samalulu Fuatino Te Aho Clifton | K-1 500 m (k)  | 2:02.12    | 7.         | 1:59.64      | 37.          | NQ        | NQ        | NQ        | NQ        | 37.     | [ 4 ]  |
| Tuvaʻa Mako Hugo Clifton        | K-1 1000 m (m) | 3:54.49    | 6.         | 3:55.20      | 28.          | NQ        | NQ        | NQ        | NQ        | 28.     | [ 5 ]  |

### Lekkoatletyka
| Zawodnik  | Konkurencja      | Kwalifikacje | Kwalifikacje | Finał | Finał   | Źródło |
| Zawodnik  | Konkurencja      | Wynik        | Miejsce      | Wynik | Miejsce | Źródło |
| --------- | ---------------- | ------------ | ------------ | ----- | ------- | ------ |
| Alex Rose | rzut dyskiem (m) | 62.88        | 12.          | 61.89 | 12.     | [ 6 ]  |

### Pływanie
| Zawodnik         | Konkurencja            | Eliminacje | Eliminacje | Półfinał | Półfinał | Finał | Finał | Źródło |
| Zawodnik         | Konkurencja            | Czas       | Poz.       | Czas     | Poz.     | Czas  | Poz.  | Źródło |
| ---------------- | ---------------------- | ---------- | ---------- | -------- | -------- | ----- | ----- | ------ |
| Kaiya Brown      | 50 m st. dowolnym (k)  | 28.31      | 48.        | NQ       | NQ       | NQ    | NQ    | [ 7 ]  |
| Johann Stickland | 100 m st. dowolnym (m) | 52.94      | 66.        | NQ       | NQ       | NQ    | NQ    | [ 8 ]  |

### Podnoszenie ciężarów
| Zawodnik        | Konkurencja | Rwanie | Rwanie  | Podrzut | Podrzut | Razem  | Pozycja | Źródło |
| Zawodnik        | Konkurencja | Wynik  | Pozycja | Wynik   | Pozycja | Razem  | Pozycja | Źródło |
| --------------- | ----------- | ------ | ------- | ------- | ------- | ------ | ------- | ------ |
| Don Opeloge     | -102 kg (m) | 170 kg | DNF     | DNF     | DNF     | DNF    | DNF     | [ 9 ]  |
| Iuniarra Sipaia | +81 kg (k)  | 105 kg | 12.     | 141 kg  | 9.      | 246 kg | 11.     | [ 10 ] |

### Rugby 7

#### Turniej mężczyzn
Skład
- Paul Scanlan
- Neueli Leitufia
- Vaa Apelu Maliko (kapitan)
- Faafoi Falaniko
- Vaovasa Afa
- Motu Opetai
- Tom Maiava
- BJ Telefoni Lima
- Steve Onosai
- Alamanda Motuga
- Taunuu Niulevaea
- Faamaoni Jnr Lalomilo

Trener:  Brian Lima

##### Faza grupowa (grupa B)
| 24 lipca 202415:30 | Australia | 21:14 | Samoa | Stade de France, Saint-Denis · Sędzia: Jérémy Rozier ( Francja) · |
| 24 lipca 202415:30 |           | 21:14 |       | Stade de France, Saint-Denis · Sędzia: Jérémy Rozier ( Francja) · |

| 24 lipca 202419:30 | Argentyna | 28:12 | Samoa | Stade de France, Saint-Denis · Sędzia: Francisco González ( Urugwaj) · |
| 24 lipca 202419:30 |           | 28:12 |       | Stade de France, Saint-Denis · Sędzia: Francisco González ( Urugwaj) · |

| 25 lipca 202414:00 | Samoa | 26:0 | Kenia | Stade de France, Saint-Denis · Sędzia: Reuben Keane ( Australia) · |
| 25 lipca 202414:00 |       | 26:0 |       | Stade de France, Saint-Denis · Sędzia: Reuben Keane ( Australia) · |

| Lp. | Drużyna   | M | Z | R | P | P+ | P- | +/– | Pkt | Kwalifikacja |
| --- | --------- | - | - | - | - | -- | -- | --- | --- | ------------ |
| 1   | Australia | 3 | 3 | 0 | 0 | 64 | 35 | +29 | 9   | Ćwierćfinały |
| 2   | Argentyna | 3 | 2 | 0 | 1 | 73 | 46 | +27 | 7   | Ćwierćfinały |
| 3   | Samoa     | 3 | 1 | 0 | 2 | 52 | 49 | +3  | 5   |              |
| 4   | Kenia     | 3 | 0 | 0 | 3 | 19 | 78 | −59 | 3   |              |

##### Playoff o miejsca 9-12
| 24 lipca 202415:30 | Samoa | 42:7 | Japonia | Stade de France, Saint-Denis · Sędzia: Gianluca Gnecchi ( Włochy) · |
| 24 lipca 202415:30 |       | 42:7 |         | Stade de France, Saint-Denis · Sędzia: Gianluca Gnecchi ( Włochy) · |

##### Mecz o 9 miejsce
| 24 lipca 202415:30 | Samoa | 5:10 | Kenia | Stade de France, Saint-Denis · Sędzia: Tevita Rokovereni ( Fidżi) · |
| 24 lipca 202415:30 |       | 5:10 |       | Stade de France, Saint-Denis · Sędzia: Tevita Rokovereni ( Fidżi) · |

źródło:

### Zapasy
| Zawodnik     | Konkurencja          | 1/8 finału       | Ćwierćfinał      | Półfinał         | Repesaż          | Finał            | Finał   | Źródło |
| Zawodnik     | Konkurencja          | Przeciwnik Wynik | Przeciwnik Wynik | Przeciwnik Wynik | Przeciwnik Wynik | Przeciwnik Wynik | Pozycja | Źródło |
| ------------ | -------------------- | ---------------- | ---------------- | ---------------- | ---------------- | ---------------- | ------- | ------ |
| Gaku Akazawa | -65 kg st. wolny (m) | Dudajew P 0-10   | NQ               | NQ               | NQ               | NQ               | NQ      | [ 12 ] |

### Żeglarstwo
Konkurencje z wyścigiem medalowym
| Zawodnik        | Konkurencja | Wyścig | Wyścig | Wyścig | Wyścig | Wyścig | Wyścig | Wyścig | Wyścig | Wyścig   | Wyścig   | Wyścig   | Wyścig   | Wyścig   | Wyścig   | Wyścig   | Wyścig | Punkty | Finałowa pozycja | Źródło |
| Zawodnik        | Konkurencja | 1      | 2      | 3      | 4      | 5      | 6      | 7      | 8      | 9        | 10       | 11       | 12       | 13       | 14       | 15       | M*     | Punkty | Finałowa pozycja | Źródło |
| --------------- | ----------- | ------ | ------ | ------ | ------ | ------ | ------ | ------ | ------ | -------- | -------- | -------- | -------- | -------- | -------- | -------- | ------ | ------ | ---------------- | ------ |
| Eroni Leilua    | ILCA 7      | 42     | 41     | 43     | 42     | 39     | 39     | 31     | 40     | odwołany | odwołany | odwołany | odwołany | odwołany | odwołany | odwołany | NQ     | 274    | 42.              | [ 13 ] |
| Vaimooia Ripley | ILCA 6      | 42     | 41     | 43     | 40     | 38     | 39     | 44     | 39     | 43       | odwołany | odwołany | odwołany | odwołany | odwołany | odwołany | NQ     | 325    | 43.              | [ 14 ] |